# Revolta del comte d'Urgell
La Revolta del comte d'Urgell fou l'aixecament militar de Jaume II d'Urgell contra el rei Ferran d'Antequera el juny del 1413 fruit del desacord amb el resultat del Compromís de Casp, en què Jaume es presentà com a candidat per a succeir al rei d'Aragó Martí l'Humà però la decisió final dels compromissaris no li fou favorable.

## Antecedents
El rei Martí l'Humà tenia una gran consideració per Jaume II d'Urgell a qui nomenà lloctinent de Catalunya el 1407 i 1408. Coincidint amb el seu ascens a la corona comtal, i mort el seu fill Martí el Jove, el rei -ara sense descendència- el nomenà procurador i governador general, fet que s'interpretava com el reconeixement de la seva virtual condició d'hereu de la corona. Poc abans de la seva mort, el rei Martí l'Humà, revocà el nomenament sota pressions de l'arquebisbe de Saragossa així com de la família Urrea, i va morir sense deixar nomenat successor. Aquest fet provocà el Compromís de Casp, una reunió de representants d'Aragó, València i Catalunya per escollir-ne el successor.
El resultat instal·là al tron al candidat Ferran d'Antequera en detriment de Jaume II d'Urgell. Tot i els drets preeminents d'en Jaume, aquest no havia sabut administrar les oportunitats polítiques que li havia facilitat el rei Martí. L'assassinat de l'arquebisbe de Saragossa per part d'Anton de Luna li féu perdre el suport del braç eclesiàstic dominat per Benet XIII i Vicent Ferrer qui jugaria al suport del candidat castellà. Com a noble, no va cultivar el favor de la noblesa i la burgesia barcelonina. Aquestes febleses i els suports i diners de Ferran acabaren decantant la balança en la conclusió del Compromís el 28 de juny de 1412.

## La preparació

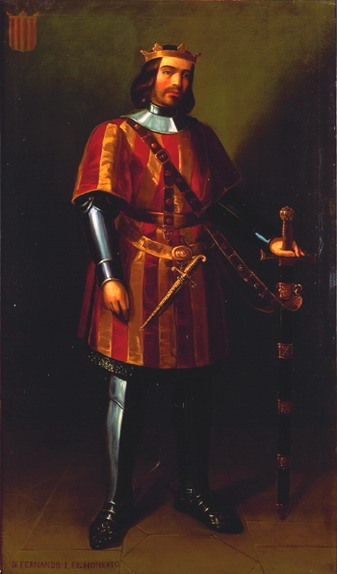
Ferran I d'Aragó (recreació romàntica de Manuel Aguirre y Monsalbe)

Ferran d'Antequera i els seus consellers tingueren un tracte de favor amb Jaume II d'Urgell que es concretà en concessions territorials i econòmiques per a ell, la seva dona la infanta Isabel i la seva mare Margalida de Montferrat. Malgrat tot, la instigació d'aquesta que li insistia "Fill, o rei o no res" i d'alguns consellers i nobles fidels, com Anton de Luna, l'animaren a revoltar-se en maig de 1413 contra el rei amb el suport de mercenaris anglesos i gascons lluitaven en la Guerra dels Cent Anys, mentre es desenvolupaven a Barcelona les Corts de 1413, amb el suport de Tomàs de Clarència, fill del rei d'Anglaterra, qui va oferir mil cavallers i tres mil arquers a canvi del Regne de Sicília, que es garantiria amb el casament amb una de les germanes de Jaume d'Urgell.
Revoltar-se a l'interior del país mentre a Barcelona hi havia reunits els notables de tot el principat presidits pel monarca va ser un greu error. Els diputats, espantats per les notícies d'una revolta al camp i sense cap ganes de tornar a una situació d'incertesa política que ja havia durat dos anys, van córrer a fer pinya amb el que, malgrat tot, era el nou rei reconegut per tothom. Ferran, amb més habilitat política, havia obtingut suport dels notables i les Corts abans d'iniciar la repressió armada. Aconsegueix també l'aval del Regne de Castella i el Regne de França.

## La revolta
Anton de Luna i Jèrica disposava del castell de Loarre des d'on cinc-cents cavallers i algunes companyies d'arquers mercenaris del genovès Basili de Gènova i el gascó Menaut de Favars atacaven els voltants d'Osca prenent el Castell de Montearagón i Albizanda i les viles de Trasmoz i Embún, i no podent prendre la vila de l'Aïnsa.
La mort d'Enric IV d'Anglaterra feu que el seu fill Enric fos coronat el març de 1413, i Tomàs de Clarència va haver de tornar a Anglaterra amb Menaut de Favars i els seus homes per la coronació, deixant únicament tropes a Bordeus i Ais Aquesta circumstància fou aprofitada pel rei Ferran, que amb ajut castellà s'acull a l'usatge Princeps namque que li permetia aixecar un exèrcit a expenses dels seus súbdits i va concentrar les tropes a Saragossa, des d'on va recuperar Montearagón i bloquejant Anton de Luna al seu castell de Loarre.
El 27 de juny de 1413, Jaume fracassà davant Lleida i posteriorment el seu exèrcit serà vençut el 10 de juliol, fet que li impossibilità de reunir els exèrcits de l'Urgell i d'Aragó a Alcolea de Cinca, i les forces del Regne de València, que després de la derrota l'any anterior havien estat derrotades a la batalla de Morvedre i havien patit una forta repressió per part de les noves autoritats trastamaristes, només es van revoltar a Bunyol, on foren assetjades i derrotades el juliol.
El comte va haver de retirar-se a Balaguer esperant la intervenció anglesa, i el mateix rei Ferran va sortir de Barcelona el 26 de juliol organitzà un setge el juliol de 1413 amb sis bombardes de gran calibre i tres fonèvols. El setge de Balaguer acaba amb la rendició del comte al rei el 31 d'octubre de 1413. El castell de Loarre caigué a començaments de 1414, donant-se per sufocada la revolta.

## El càstig
Processat i condemnat a mort per traïció, commutada per empresonament perpetu, tots els seus béns foren confiscats i malvenuts, així com els de la família i la seva germana Elionor d'Urgell. S'ordenà enderrocar el Castell Formós a Balaguer, que era palau comtal i símbol de la resistència. Jaume va ser empresonat i començaria un llarg bandejament pel castell d'Urueña (1414-1420), Mora de Toledo (1420-1422), Alcàsser de Madrid (1422-1424), Castro Torafe, Zamora (1424-1426), Terol i finalment a Xàtiva (1426-1433), en una reclusió més digna a instàncies d'Alfons IV el Magnànim, fill de Ferran I, on va morir l'1 de juny de 1433.